# No Spiritual Surrender
No Spiritual Surrender es un álbum EP de la banda de hardcore punk Inside Out, lanzado en 1990 por Revelation Records. Es el único lanzamiento oficial del cuarteto, antes de su separación en 1991. Posteriormente, fue publicado en CD con dos canciones adicionales pertenecientes a la misma sesión de grabación, no están incluidas en el vinilo.
El EP cuenta con Zack de la Rocha antes de que él uniera Rage Against the Machine, además de Vic DiCara (108, Burn) tocando la guitarra, Mark Hayworth (Hardstance, Gorilla Biscuits) en el bajo, y Chris Bratton (Chain of Strength) como baterista.
Hasta la fecha, No Spiritual Surrender es uno de los trabajos mejor vendidos del sello independiente Revelation.

## Listado de canciones
7" (Lado A)
1. Burning Fight – 3:26
2. Undertone – 1:41

7" (Lado B)
1. By a Thread – 2:20
2. No Spiritual Surrender – 2:58

CD
| N.º | Título                  | Duración |  |
| 1.  | «Burning Fight»         | 3:26     |  |
| 2.  | «Undertone»             | 1:41     |  |
| 3.  | «By a Thread»           | 2:20     |  |
| 4.  | «No Spiritual Surrende» | 2:58     |  |
| 5.  | «Sacrifice»             | 2:30     |  |
| 6.  | «Redemption»            | 2:09     |  |

## Créditos
| Banda - Zack de la Rocha – voces - Vic DiCara – guitarras - Mark Hayworth – bajo - Chris Bratton – batería | Producción - Don Fury – producción - Bill Krodel – producción - Josh Stanton – fotografía |